# Sprague, Nebraska
Sprague är en ort (village) i Lancaster County i Nebraska. Vid 2010 års folkräkning hade Sprague 142 invånare.